# Giuseppe Resta
Giuseppe Resta (Corbetta, 24 luglio 1938 – Corbetta, 14 ottobre 2014) è stato un politico e odontoiatra italiano.

## Biografia
Nato a Corbetta, nel milanese, nel 1938, Giuseppe Resta era figlio del corbettese tenente Enrico Resta, disperso all'indomani della liberazione nel 1945, coinvolto nella rappresaglia dei partigiani contro altri tre ex fascisti del borgo.
Si laureò nel 1965 in Medicina presso l'Università degli Studi di Pavia, divenendo medico dentista, specializzandosi in ortodonzia infantile. Intraprese successivamente la carriera come docente universitario nella stessa università pavese divenendo professore ordinario in ortodonzia infantile nella facoltà di medicina e chirurgia nel 1986, divenendo uno dei primi professori in Italia del ramo. Nel 2002 divenne direttore dell'unità didattico-assistenziale di pedortodonzica del poliambulatorio dell'Università di Pavia rimanendo in carica sino al suo pensionamento nel 2010.
Ancora giovanissimo si interessò di politica iscrivendosi al Movimento Sociale Italiano e militando nelle sue file nella politica locale sino a raggiungere dapprima il ruolo di consigliere comunale nella città natia di Corbetta e poi quello di assessore. Divenuto consigliere provinciale a Milano, vince in seguito le elezioni nazionali, conquistandosi il posto di senatore il 5 aprile 1992. Venne proclamato il 23 aprile di quello stesso anno e convalidato il 23 giugno dell'anno successivo.
Dal 16 giugno 1992 sino al 1994 fu membro della 7ª Commissione permanente "Istruzione pubblica, beni culturali".
Resta verrà condannato in via definitiva a 2 anni per corruzione per tangenti sugli appalti dell'Aem Milano.
Dopo il passaggio dal M.S.I. ad Alleanza Nazionale, decise di abbandonare la carriera politica.
Si spense a Corbetta il 14 ottobre 2014 all'età di 76 anni. È sepolto nel cimitero locale, nella cappella di famiglia.